# Pampeliška
Pampeliška (Taraxacum), či také smetánka, je známý rod dvouděložných rostlin z čeledi hvězdnicovité. Typickými zástupci jsou pampelišky smetánky (Taraxacum sect. Taraxacum), komplex plevelných druhů běžných po celé České republice dříve slučovaných do jediného druhu pampeliška smetánka (Taraxacum officinale), ten se však vyskytuje pouze ve Skandinávii. Pampeliška je nenáročná na půdu, má velmi dužnaté listy, květenstvím je žlutý úbor. Zakladatel botanické nomenklatury Carl Linné pampelišky řadil do široce pojatého rodu Leontodon.

## Název
Označení pampeliška (oblastně s různými hláskovými obměnami) pochází buď přes označení pléška (mnišskou pleš připomínající), používané ve valašských nářečích, nebo ze starohornoněmeckého pappala (kaše) či z latinského pappus (chmýří), ale i postupnou kombinací uvedených původů. Polský název mniszek totiž může odpovídat překladu pop/kněz (lidově např. kněžská pleš) a ten německému pǫp/Pappus/chmýr. Staročeské pojmenování smetanka je pak odvozeno od smetany. Podobně označení mlíčí používané pro zelenou část rostliny je odvozeno od mléka. Dále se vyskytují pojmenování měsíček v jižních Čechách a májíček ve Slezsku.

## Klasifikace
Rod Taraxacum je velmi složitě klasifikovatelný, patří mezi tzv. kritické taxony. Vytváří obrovské množství drobných druhů, neboť se velmi často rozmnožuje nepohlavně díky apomixii.

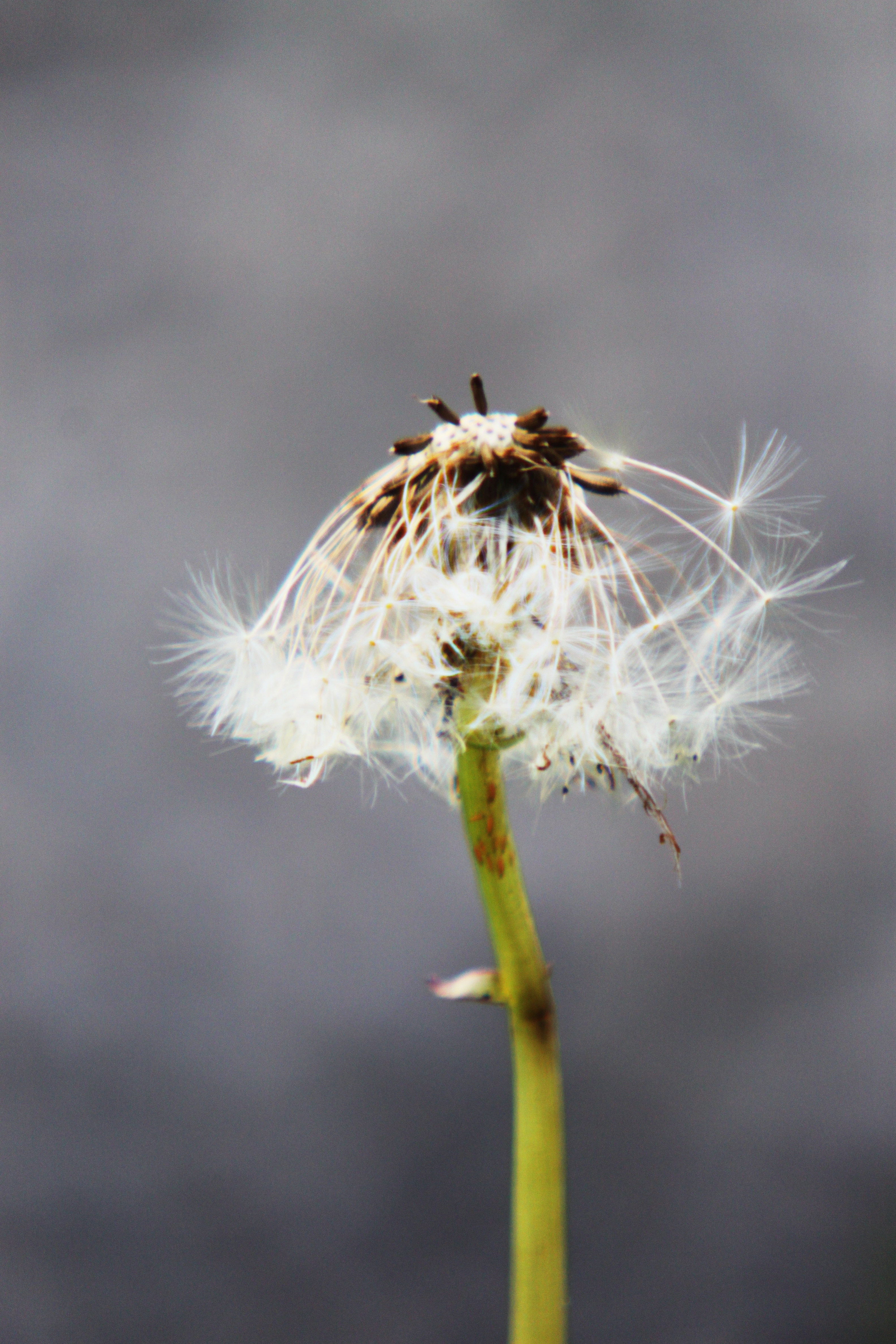
Odkvetlá pampeliška

## Zajímavosti
- Anglické, francouzské a německé lidové pojmenování pampelišky (dandelion, resp. dent de lion, Löwenzahn) znamená doslova „zub lva“, podle složitého profilu listů (z latinského leontodon).
- Sovětští badatelé zjistili, že Taraxacum kok-saghyz obsahuje ve svých kořenech velké množství kaučuku. Rostlina byla v Sovětském svazu jeho zdrojem.[7]
- Podle několika studií extrakt z kořene pampelišky dokáže ničit nádorové buňky, a to takovým způsobem, že téměř nepoškozuje okolní zdravé buňky. V porovnání s běžnou chemoterapií je tak podstatně šetrnější. I když jsou výsledky zatím omezené na laboratorní a zvířecí modely, v budoucnosti by mohl toxickou léčbu nahradit. Lokálně se již pampeliška používá v boji proti rakovině formou fytoterapie.[8][9]